# Holts Summit
Holts Summit é uma cidade localizada no estado americano de Missouri, no Condado de Callaway.

## Demografia
Segundo o censo americano de 2000, a sua população era de 2935 habitantes.
Em 2006, foi estimada uma população de 3520, um aumento de 585 (19.9%).

## Geografia
De acordo com o United States Census Bureau tem uma área de 8,6 km², dos quais 8,6 km² cobertos por terra e 0,0 km² cobertos por água.

## Localidades na vizinhança
O diagrama seguinte representa as localidades num raio de 20 km ao redor de Holts Summit.